# Green Light (chanson de Beyoncé)
Pour les articles homonymes, voir Green Light.
Singles de Beyoncé Knowles
Amor Gitano
(2007) Until the End of Time
(2007)
Pistes de B'Day
Freakum Dress Irreplaceable
Green Light est une chanson de la chanteuse de R'n'B américaine Beyoncé Knowles. La chanson est écrite par Beyoncé, Sean Garrett, et Pharrell pour le second album studio solo de Beyoncé, B'Day de 2006. Produit par The Neptunes, il est sorti comme le cinquième single au Royaume-Uni le 30 juillet 2007.
Le single fonctionne moyennement dans les classements. Green Light prend la 12e place du UK Singles Chart, la 46e position en Irlande, et le remix de la piste de Freemasons prend la 20e place aux Pays-Bas. Le clip vidéo qui accompagne la chanson est inspiré par le clip vidéo de Addicted to Love de Robert Palmer datant de 1985. Beyoncé considère la vidéo, qui est la seconde où apparaît son groupe de tournée entièrement féminin Suga Mama, comme son tournage le plus difficile. Le remix Freemasons de Green Light était sur la liste A de la BBC Radio 1 le 18 juillet 2007.

## Genèse et composition
Après avoir tourné Dreamgirls dans lequel Beyoncé tient un des rôles principaux, elle prend des vacances d'un mois. Pendant ses vacances, elle va en studio pour commencer à travailler sur son deuxième album solo, B'Day. Elle est inspirée par son rôle et elle « avait tant de choses en bouteille, tant d'émotions, tant d'idées. ». Beyoncé contacte l'auteur-compositeur-interprète américain Sean Garrett, qui avait déjà travaillé avec elle dans Destiny's Child et sur son single de 2006 Check on It. Ensemble avec Pharrell, qui avait également déjà collaboré avec Beyoncé, Garrett a réservé les Sony Music Studios à New York et donc chacun avait un studio pour travailler. La piste est coproduite par Beyoncé et The Neptunes, avec Kitty Kat, et est enregistrée par Jim Caruana et mixée par Jason Goldstein dans le même studio.
Green Light est une chanson R'n'B/funk interprétée avec un rythme énergique. Elle est composée dans la tonalité de Fa majeur et est mise dans une signature rythmique de 4/4. L'accord suit la série de clés Fa majeur-Sol bémol majeur avec un déplacement occasionnel sur la note Si bémol mineur7. Green Light contient des paroles « uh-huh huh huh » et utilise des coups cuivrés qu'un critique du Guardian Unlimited dit que c'est un « écho direct à Crazy in Love. ». Selon thelondonpaper, les paroles « uh-oh-oh-oh-oh » dans la chanson est une imitation de la performance de Amerie dans son single de 2005 1 Thing.
Les paroles sont construites dans la traditionnelle forme couplet-refrain. La chanson commence avec une intro où Beyoncé chante, « Give it to mama ». Elle suit le motif couplet-refrain-couplet-couplet-refrain qui mène au pont. Beyoncé répète le refrain qui clôt la chanson.

## Sortie et réception

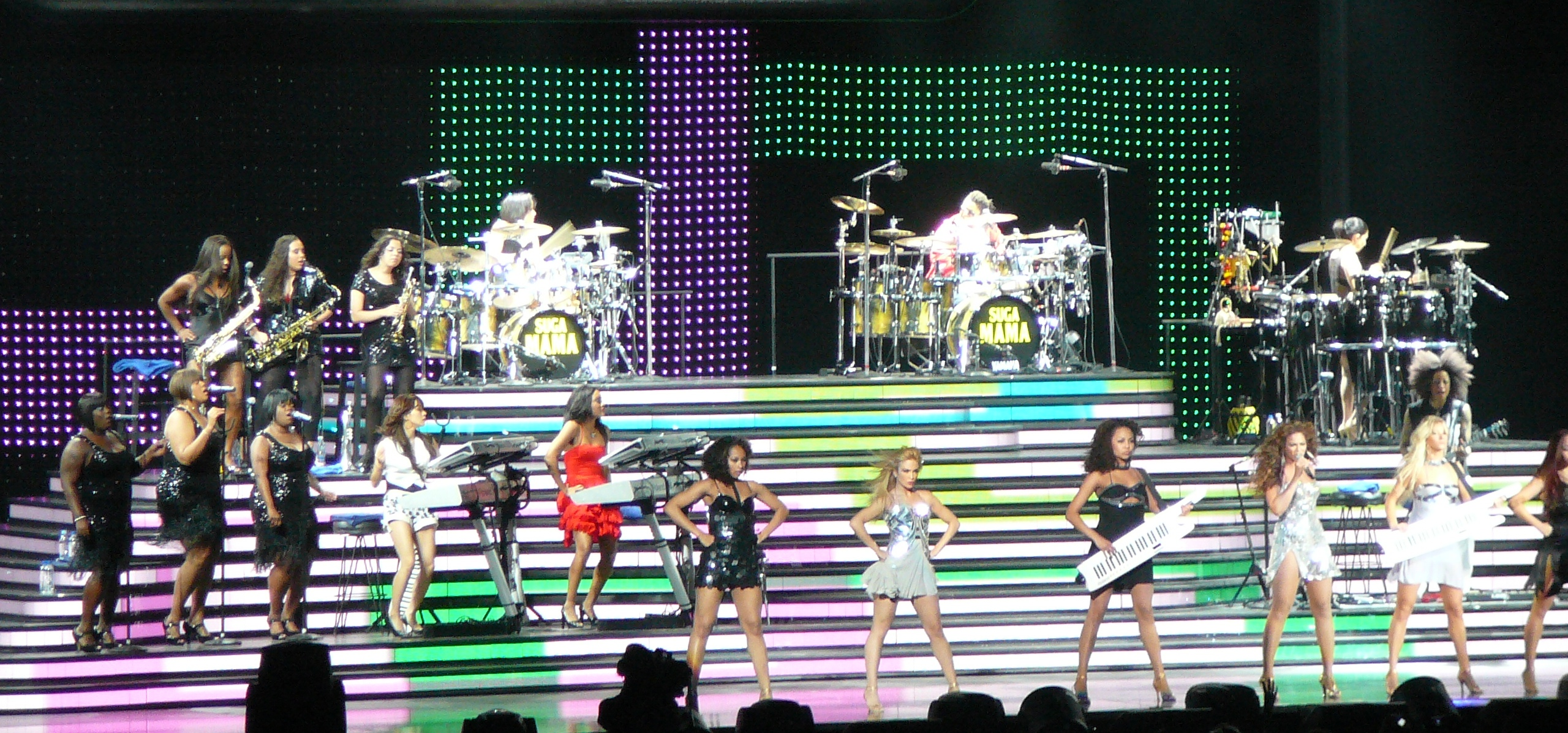
Beyoncé interprétant Green Light, soutenue avec son groupe de tournée, durant la tournée mondiale de 2007 The Beyoncé Experience.

Avec la chanson Get Me Bodied, la chanson est prévue pour sortir comme les deux prochains singles de B'Day et doivent suivre le premier single Déjà Vu. Beyoncé visent les pistes pour les marchés internationaux; mais elle opte pour Ring the Alarm comme le second single mais il se classe mal. Le single sort au Royaume-Uni le 30 juillet 2007 comme le cinquième single et suit donc Beautiful Liar. Avec la sortie du single, le remix EP Green Light: Freemasons EP est sorti le 27 juillet 2007 en téléchargement.
Green Light reçoit une réception positive des critiques. Eb Haynes de Allhiphop réfère Green Light à un « groove Pharrell-Neptunes classique. ». Andy Kellman de AllMusic décrit la piste comme un « numéro ambitieux et agile qui passe sans cesse des tempos et des sons. ». Spence D. de IGN music déclare, « Green Light apporte des choses vers le bas d'une pseudo-truculence; avec à la fois les rythmes qui sonnent comme plus légèrement organiques de Neptunes. ». Il estime que la « ligne de basse ondulante sonne vraiment familier, comme s'il a été utilisé dans d'autres pistes produites par Neptunes avant. ».
Avec la version de l'album de la chanson qui est disponible en ligne dès que la sortie de l'album, Green Light débute dans le UK Singles Chart à la 152e place, puis la vidéo est diffusée en juillet 2007 et elle atteint la 77e position le 6 août 2007. Grâce à la grande diffusion en radio du remix de Freemasons, la chanson grimpe de soixante places pour atteindre la 17e place la semaine suivante, et puis la 22e place, ce qui donne à Beyoncé son 11e single dans le top 20 au Royaume-Uni. Green Light devient le single le mieux classé de Beyoncé avec seulement les téléchargements dans le UK Singles Chart sans un artiste de premier plan en invité. Le CD single commercial britannique est annulé à la dernière minute. Le single arrive à 12e grâce seulement aux téléchargements le 20 août, mais ne parvient pas à une position plus élevée en raison de ne pas avoir eu de sortie physique. Green Light reste dans le classement pendant neuf semaines. En Irlande, le single débute à la 46e place le 23 août 2007, et sort du classement une semaine plus tard. Le remix Freemasons de la piste débute à la 30e position dans le Dutch Top 40 le 8 septembre 2007. Il avance à la 19e place puis prend la 18e position le 29 septembre. Il reste dans le classement pendant six semaines.

## Clip vidéo
Le clip vidéo de Green Light est réalisée par Melina et coréalisée par Beyoncé. Tourné au début 2007, elle est une des vidéos tournées en deux semaines pour la B'Day Anthology Video Album de 2007 et est l'un des huit clips inédits. Green Light est la troisième vidéo tournée pendant ces sessions.

### Kitty Kat(Intro)
Un clip vidéo d'une minute pour Kitty Kat sert d'introduction à la vidéo réalisée par Melina. La vidéo commence avec Beyoncé qui montre des yeux de chat avec un maquillage imprimé léopard et à la mode. Dans certaines scènes, Beyoncé joue avec un balle de fil rose sur-dimensionné et joue plus tard avec un chat noir sur-dimensionné. Le clip se termine avec Beyoncé tirant un chat sur-dimensionnée sur une chaîne d'or.
Pour obtenir l’effet où Beyoncé circonscrit le chat, Melina utilise une vache en plastique recouvert d'un grand drap de fourrure noire pour que Beyoncé chante dessus. La vidéo est à l'origine son propre clip vidéo comme on le voit dans les coulisses de la B'Day Anthology avec Beyoncé qui porte encore plus de vêtements et tournant plus de scènes qui la montre. La vidéo entière n'est jamais sortie.

### Green Light
Le clip est principalement inspiré du clip vidéo de 1985 de Robert Palmer Addicted to Love avec ses « modèles au visage impassible qui font semblant de jouer de la guitare. ». Green Light est considéré par Beyoncé comme une version moderne de la vidéo car elles utilisent les instruments comme accessoires, où elle fait semblant d'être une rock star. Elle révèle que les scènes lui rappelle le groupe Vanity 6.
Beyoncé considère Green Light comme la « vidéo la plus difficile » à tourner. En plus de porter des vêtements en latex, elle et ses danseuses doivent porter des talons à pointe de ballet. Les chaussures boursouflent les pieds et donne des spasmes musculaires à cause des 18 heures de tournage.
Beyoncé invite son groupe de tournée entièrement féminin, Suga Mama, à faire leur seconde apparition dans une vidéo après leur première performance dans le clip vidéo de 2006 de Irreplaceable. La vidéo est postée sur le MTV Overdrive le 28 mars 2007.

## Classement
| Classement (2007)              | Meilleure position |
| ------------------------------ | ------------------ |
| Europe (Hot 100)               | 59                 |
| Irlande (IRMA)                 | 46                 |
| Pays-Bas (Single Top 100)      | 20                 |
| Royaume-Uni (UK Singles Chart) | 12                 |

## Liste des pistes
EP Freemasons États-Unis
1. Green Light (Freemasons Remix) : 3:19
2. Beautiful Liar (Freemasons Club Remix) (avec Shakira) : 7:31
3. Déjà Vu (Freemasons Radio Mix) (avec Jay-Z) : 3:15
4. Ring the Alarm (Freemasons Club Mix Radio Edit) : 3:26

CD single Promo 
1. Green Light : 3:30
2. Green Light (Freemasons Radio Vox) : 3:22
3. Green Light (Freemasons Club Vox) : 8:25

CD single Promo Irlande 
1. Green Light : 3:29

## Versions officielles/Remixes
- Version originale
- Version Vidéo - Kitty Kat (Prélude), Greenlight
- DJ Escape & Dom Capello Club Mix
- DJ Escape & Dom Capello Dub
- Freemasons Club Vox Mix
- Freemasons Club Vox Mix Edit
- Swizz Beats Remix avec Young Buck (Dirty)
- Swizz Beats Remix avec Young Buck (Clean)